# Madison County (Indiana)
Madison County is een county in de Amerikaanse staat Indiana.
De county heeft een landoppervlakte van 1.171 km² en telt 133.358 inwoners (volkstelling 2000). De hoofdplaats is Anderson.

## Bevolkingsontwikkeling

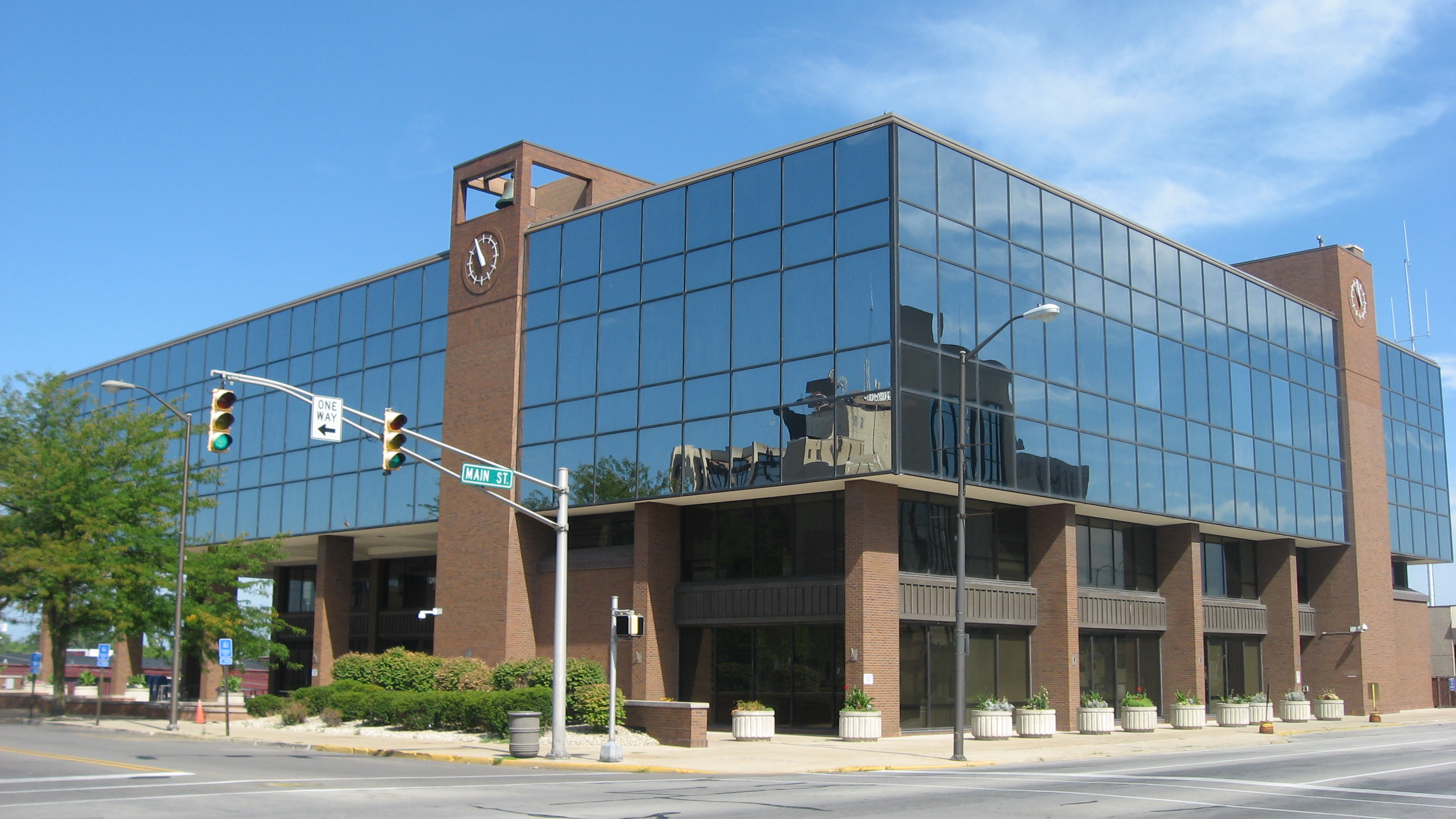
Madison County Courthouse